# El noveno
Las fiestas del Noveno, celebradas en la localidad salamantina de San Felices de los Gallegos, conmemoran la exención del pago a los habitantes del municipio de una novena parte de sus cosechas al Duque de Alba, hazaña lograda en 1852. En esta celebración se realizan varias actividades que engloban Gigantes y Cabezudos, festejos populares, suelta de vaquillas, encierros, novilladas, verbenas y actos culturales.
Fue declarada Fiesta de Interés Turístico Regional en 2005 siendo alcaldesa del municipio María Soledad de Tapia Rivero.

## Origen
Los orígenes de este festejos se remontan a las pugnas de poder por el trono de la Corona de Castilla. En este caso, la disputa entre Isabel I "La Católica" y Juana "La Beltraneja" por el citado trono conllevó la cesión del municipio de San Felices de los Gallegos al Duque de Alba, que estableció en ese municipios y en las localidades cercanas -Puerto Seguro y Ahigal de los Aceiteros- un impuesto denominado El Noveno, que consistía en la entrega por parte de sus habitantes de una novena parte de su cosecha.
 

Ante esa situación, un grupo de magistrados se reunió con la intención de acabar con dicho impuesto y, tras un largo procedimiento, el 11 de mayo de 1852 se dictó una sentencia que anuló el pago del tributo fallando de la siguiente forma: 
"Fallamos que debemos confirmar y confirmamos la Real Sentencia de vista pronunciada en dicho pleito por los Señores Magistrados de la Sala 1ª de esta Audiencia en 27 de abril de 1848. Suplicada por la parte del Excmo. Sr. Duque de Werwik, Liria y Alba, entendiéndose con la adición de que el noveno de sus frutos con que los vecinos de dichos pueblos le contribuían es de las prestaciones abolidas por la ley, como procedente de Señorío Jurisdiccional y vasallaje. Por esta nuestra Real Sentencia definitiva en grado de revista, sin hacer especial condenación de costas. Así lo mandamos, firmamos y pronunciamos, Señores: Don Eduardo Elio; Don Ventura María Asensi; Don Leonardo Gil de la Cuesta; Don Higinio Melero; Don Vicente Ramos de Cagigal, y Don Manuel Lope Gallego”.
Tras conocer esa noticia, se declararon en el municipio tres días festivos y se organizó una gran fiesta con banquetes, encierros y capeas.
El 27 de septiembre de 1852 fueron convocados los alcaldes, procuradores y vecinos de los tres pueblos afectados por el fallo de la sentencia para trasladarla desde el domicilio de José Manzanera hasta la iglesia parroquial, donde se realizó una lectura pública de la misma y se depositó en el archivo. La llaves del archivo quedaron bajo la custodia del alcalde de San Felices y se acordó que cada año, el 11 de mayo, se reunirían los tres consistorios para comprobar que la sentencia seguía en el archivo y celebrar una fiesta conmemorativa que se ha mantenido vigente hasta nuestros días.

## La plaza de toros
Una  de las particularidades de esta celebración es la construcción de la plaza de toros donde se celebran las actividades taurinas. En este proceso participan los vecinos del pueblo, que utilizan los carros de labranza para la confección de la misma.
Pero el paso previo a la construcción de la misma es el sorteo, que determinará el emplazamiento de cada uno de los carros. Para ello, se entrega un papel a cada uno de los propietarios de los carros y una mano inocente decide la disposición.
Finalizado el sorteo, los carros se empiezan a colocar desde la torre de las campanas hasta que el círculo se cierra. Encima de los carros se colocan unos tablones de madera, que los vecinos denominan palenques, donde se sube la gente para ver llegar el encierro o para disfrutar de las capeas y festivales. Todo este proceso es dirigido y supervisado por el alguacil del Ayuntamiento.
Este proceso de construcción no ha variado del utilizado por los impulsores del festejo, hecho que convierte al coso de San Felices de los Gallegos en el único que hoy en día se construye con carros de madera.